# Kulturpreis des Deutschen Gewerkschaftsbundes
Der Kulturpreis des Deutschen Gewerkschaftsbundes wurde 1963 vom Deutschen Gewerkschaftsbund gestiftet. Am 16. Mai gab der DGB-Vorsitzende Bernhard Tacke bei der Eröffnung der Ruhrfestspiele in Recklinghausen die Stiftungsurkunde des Kulturpreises bekannt.
Der Kulturpreis des Deutschen Gewerkschaftsbundes wurde kulturellen Leistungen zuerkannt, die die geistigen und sittlichen Kräfte der sozialen Bewegung stärken: durch Werke der Kunst oder der Wissenschaft oder durch praktische soziale, kulturelle oder kulturpolitische Tätigkeit.
Er war mit 20.000 D-Mark dotiert.

## Preisträger
- 1964: Ernst Bloch[2][3]
- 1964: Frans Masereel[3]
- 1965: Eduard Heimann und Paul Jostock
- 1968: HAP Grieshaber
- 1969: Walter Dirks
- 1971: Bernhard Minetti
- 1972: Hans Werner Richter[4]
- 1973: Otto-Ernst Schüddekopf
- 1974: Carl Landauer
- 1988: Clément Moreau und Bettina Eichin